# Фильяте
Фильяте (греч. Φιλιάτες) — малый город на северо-западе Греции. Расположен на высоте 216 м над уровнем моря, в 10 км к юго-востоку от порта Сайяда, к северо-востоку от города Игуменица, к северу от реки Тиамис, у границы с Албанией, к юго-востоку от албанского города Конисполи. Административный центр общины Фильяте в периферийной единице Теспротия в периферии Эпир. Население 2512 человек по переписи 2011 года.

## История
В османский период каза Филати относилась к Бератскому санджаку, населённому албанцами (тосками). В казе Филати встречались греки и огреченные.

## Население
| Год  | Население, человек |
| ---- | ------------------ |
| 1991 | 2585               |
| 2001 | 2346               |
| 2011 | ↗ 2512             |